# Propaganda Records
La Propaganda Records è un'etichetta discografica indipendente italiana nata a Roma nel 2007.

## Storia
L'etichetta nasce nel 2007 dalla Propaganda Agency. Il primo album uscito è Ministero dell'inferno del collettivo TruceKlan, che vanta collaborazioni con artisti molto importanti della scena hip hop italiana come Fabri Fibra, Kaos e i Club Dogo ma anche artisti della scena hardcore punk come i Cripple Bastards. Il secondo progetto di Propaganda Records è l'album Guilty di Noyz Narcos, distribuito dalla Universal. L'etichetta gestisce rapper importanti della scena rap italiana come Noyz Narcos e gli altri membri del TruceKlan, collaborando con Quadraro Basement gestisce artisti come Gente de Borgata e Baby K ma anche rapper emergenti come la new entry Walino.

## Eventi
Nel 2007 Propaganda cura la direzione artistica della prima edizione del Plug'n'Play Salento Music Festival un evento internazionale che vede partecipare artisti di fama mondiale e emergenti, nello stesso anno al Circolo degli artisti di Roma parte un evento rap/hip hop. Nel 2008 nasce la seconda edizione del Plug'n'Play chiamata Plug'n'Play Reload. Due anni dopo Propaganda cura la direzione artistica del San Lorenzo Live Music City.
Nel 2011 Propaganda, in collaborazione con Live Nation Italia, è stata impegnata nel tour The Best of The Best di Noyz Narcos, in cui ha annunciato il suo quarto album in studio, intitolato Monster e pubblicato nel 2013.

## Firme
- Achille Lauro (uscito dall'etichetta)
- Baby K (uscita dall'etichetta)
- Chicoria (uscito dall'etichetta)
- Cole
- DJ Gengis
- Duke Montana (uscito dall'etichetta)
- Fetz Darko (uscito dall'etichetta)
- Gast
- Gionni Gioielli
- Kido
- Kill Mauri (uscito dall'etichetta)
- Loopluna
- Metal Carter (uscito dall'etichetta)
- Noyz Narcos

## Album pubblicati
- 2008 – TruceKlan - Ministero dell'inferno
- 2009 – Zinghero, 1Zukero e Marciano - Fiji de na lupa
- 2009 – Cole - Quello che la gente non vuole
- 2009 – Noyz Narcos e DJ Gengis Khan - The Best Out Mixtape Vol. 2
- 2010 – Noyz Narcos - Guilty
- 2010 – Duke Montana - Grind Muzik Mixtape
- 2011 – Metal Carter e Cole - Società segreta
- 2012 – Mistaman e DJ Shocca - La scatola nera
- 2012 – Kill Mauri - Nel baratro
- 2012 – DJ Gengis Khan e DJ Drugo - Like a Bird EP
- 2012 – Kill Mauri - Buonanotte Giacomino vol. 2
- 2012 – Achille Lauro - Harvard Mixtape
- 2012 – Loopluna - Loonatica EP
- 2013 – Gionni Gioielli - Franciacorta Music Vol. 1
- 2013 – Noyz Narcos - Monster
- 2013 – Fetz Darko - Lotta medievale
- 2013 – Achille L - Bear Grylls EP
- 2013 – Gast e Chicoria - Bloods Brothers
- 2014 – Metal Carter - Dimensione violenza